# ساتومي إيشيهارا
ساتومي إيشيهارا (باليابانية: 石原 さとみ) (بالروماجي: Ishihara Satomi) هي ممثلة يابانية من مواليد 24 ديسمبر 1986 في طوكيو، اليابان تعرف ايضاً بأسم كينكو يشيكامي (باليابانية: 石神 国子) (بالروماجي: Ishikami Kuniko).

## أعمال

### افلام
- ساداكو 3 دي 2 (باليابانية: 貞子3D2) [4]
- ساداكو 3 دي (باليابانية: 貞子3D) [5]
- الأسد الصامد في وجه الريح (باليابانية: 風に立つライオン) [6]
- هجوم العمالقة (باليابانية: 進撃の巨人) [7]

### مسلسلات
- الصوت (باليابانية: ヴォイス) - بدور كوباكي كاناكو.[8]
- صانع الشوكولاتة الحزين أو صانع الشوكولاتة مجروح القلب (باليابانية: 失恋ショコラティエ) - بدور سايكو تاكاهاشي.[9]
- أُختي العزيزة (باليابانية: ディア・シスター) - بدور ميساكي.[10]
- من الخامسة حتى التاسعة: الراهب الذي أحبني (باليابانية: 5→9〜私に恋したお坊さん〜) - بدور جونكو ساكورابا.[11]
- المدققة الجميلة (باليابانية: 校閲ガール) - بدور كونو اتسكو.[12]

## وصلات خارجية
- ساتومي إيشيهارا على موقع IMDb (الإنجليزية)
- ساتومي إيشيهارا على موقع ألو سيني (الفرنسية)
- ساتومي إيشيهارا على موقع قاعدة بيانات الفيلم (الإنجليزية)